# Servando Gómez
Servando Gómez de Castro y Laredo (¿1798? - Gualeguaychú, Argentina 30 de mayo de 1865) fue un militar de las luchas por la independencia uruguaya.

## Descripción
Hombre alto y rubio con una coquetería impropia de los militares de aquellos tiempos; tempranamente calvo, usó peluca hasta el final de su vida.

## Origen
Nació hacia 1798 posiblemente, hijo del gallego y natural de Figueiras, José Gómez de Castro, y de Paula Laredo y Díaz.

## Su lucha por la Independencia
Se integró a la lucha de José Gervasio Artigas siendo un muchacho, en 1818, y la acompañó hasta la derrota final, en 1820. Permaneció luego en el ejército durante la Provincia Cisplatina hasta que en 1825 se inició la Cruzada Libertadora, a la que se sumó de inmediato. Participó en la toma de Mercedes y combatió en la batalla de Rincón, en ambos casos bajo las órdenes de Fructuoso Rivera. Integró el ejército republicano en la Guerra del Brasil (1826 - 1828) y tomó parte en la batalla de Ituzaingó; su destaque en la misma le valió el ascenso a coronel.

## Sus luchas en las revueltas civiles
Permaneció fiel a Rivera durante su primera presidencia (1830 - 1834) y ante las revoluciones intentadas por Juan Antonio Lavalleja; fue tomado prisionero después de una heroica defensa en Río Branco. Durante la presidencia de Manuel Oribe fue designado comandante general de Cerro Largo. Participó en la batalla de Carpintería (1836) del lado del gobierno y del naciente Partido Blanco, posteriormente denominado Partido Nacional. En el parte sobre el combate Ignacio Oribe lo definió como "Valiente entre los valientes". Después de la batalla del Yi fue ascendido a general. Al frente de la llamada Legión Fidelidad acompañó en 1838 a Oribe al destierro. Embanderado con los federales, estuvo junto a ellos en la derrotas de las batallas de Cagancha (1839) y Caaguazú (1841). 
Colaboró luego con Oribe en su triunfal campaña por el litoral argentino y entró con él a Uruguay después de la victoria de Arroyo Grande (1842). En esos años, en los que luchó permanentemente y obtuvo victorias y derrotas, que vinculó al caudillo entrerriano Justo José de Urquiza. Cuando este se pronunció en 1851 contra Juan Manuel de Rosas e invadió Uruguay, Servando Gómez, por entonces comandante militar de Paysandú, le ofreció su apoyo. Después de la Guerra Grande retuvo su cargo en Paysandú y se pronunció contra el Triunvirato en 1853, en defencia de los derechos del derrocado presidente Juan Francisco Giró, por lo que fue transitoriamente dado de baja en el ejército. Rehabilitado más tarde por Venancio Flores, le tocó sin embargo ser el general en jefe de uno de los ejércitos gubernistas del presidente Bernardo Berro.

## Sus últimas acciones bélicas
En 1864 fue designado general en jefe de todo el ejército leal, pero dimitió poco después, según parece disconforme con su propio desempeño, y fue sustituido por el general Lucas Moreno. El fracaso de este determinó que se le ofreciera nuevamente la jefatura a Gómez, quien obtuvo alguna victoria menor; pero fue sustituido por el general argentino Juan Saá. Integró el Consejo Militar de la Defensa durante el interinato de Atanasio Aguirre y a la caída de este emigró a Gualeguaychú, donde falleció.